# Лавандовий шлюб
Лавандовий шлюб — це змішаний шлюб між чоловіком та жінкою, укладений фіктивно для приховування соціально стигматизованої сексуальної орієнтації одного або обох партнерів. Цей термін датується початком 20 століття і використовується майже виключно для характеристики певних шлюбів публічних знаменитостей у першій половині 20 століття, насамперед до Другої світової війни, коли громадські настрої були налаштовані вороже до гомосексуальних осіб, зокрема у голлівудській кіноіндустрії. Одне з найбільш ранніх вживань цієї фрази з'явилося в британській пресі в 1895 році, в той час, коли лавандовий колір асоціювався з гомосексуальністю.
Чоловіків і дружин в такому шлюбі на ЛГБТ-сленгу називаються «бородою» (англ. Beard).

## Використання
Через включення в контракти голлівудських акторів у 1920-х роках пунктів про мораль, деякі зірки в шафі уклали фіктивні шлюби, щоб захистити свою громадську репутацію та зберегти свою кар'єру. Примітним винятком, який продемонстрував нестабільне становище публічного гомосексуала, був Уільям Гейнс, який у віці 35 років раптово завершив свою кар'єру. Він відмовився розірвати стосунки зі своїм партнером-чоловіком Джиммі Шилдсом і укладати шлюб за вказівкою роботодавця студії Метро-Голдвін-Майер. Деякі компанії карали акторів за те, що вони кидали виклик цим пунктам, не сплачуючи їм гонорари. Ці положення ставили акторів у скрутну ситуацію, оскільки вони ставили на кін засоби до існування. Лавандові шлюби також були способом збереження іміджу знаменитостей перед громадськістю. Кінець 20 століття спричинив зміни для спільноти ЛГБТК +, особливо після заворушень у Стоунволі 1969 року. Через це лавандові шлюби між знаменитостями стали рідшими.